# پنتاکس کا۲۰۰۰

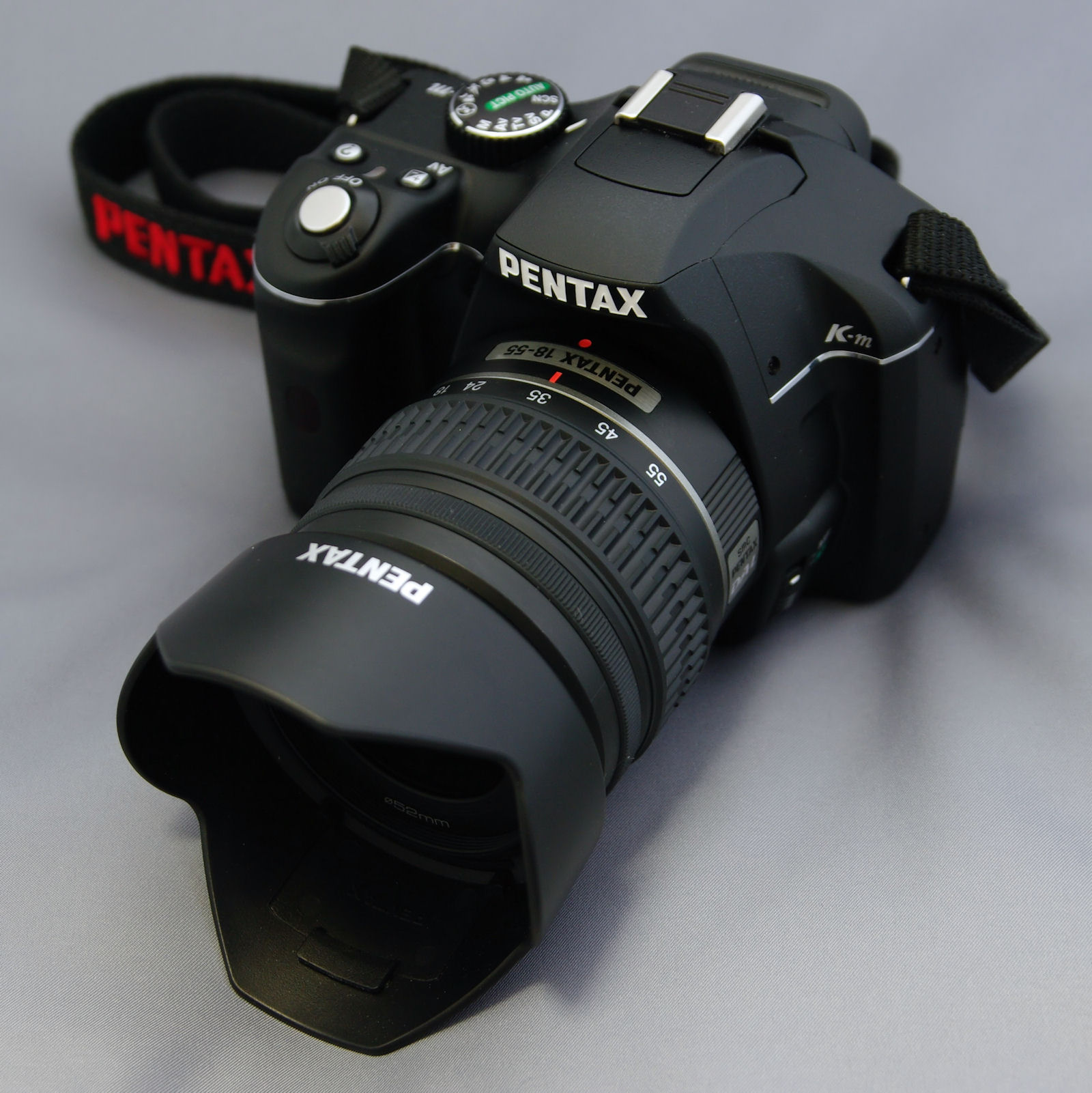
عکسی از دوربین پنتاکس کا۲۰۰۰.

پنتاکس کا۲۰۰۰ (به انگلیسی: Pentax K2000) یک دوربین عکاسی ساخت شرکت پنتاکس است.